# António Fonseca
Pour les articles homonymes, voir Fonseca.
António Manuel Tavares Fonseca, plus communément appelé António Fonseca ou Tony Fonseca est un footballeur portugais né le 30 janvier 1965 à Lisbonne. Il évoluait au poste d'arrière gauche.

## Biographie

### En club
Avec le Benfica Lisbonne, il est champion du Portugal en 1989,,.
Il dispute 199 matchs pour 2 buts marqués en première division portugaise durant 11 saisons,.

### En équipe nationale
International portugais, il reçoit quatre sélections en équipe du Portugal entre 1989 et 1990, pour aucun but marqué.
Son premier match est disputé le 29 mars 1989 contre l'Angola (victoire 6-0 à Lisbonne).
Il joue une rencontre le 11 octobre 1989 contre le Luxembourg (victoire 3-0 à Saarbruck) dans le cadre des qualifications pour la Coupe du monde 1990.
Il dispute un match amical le 29 août 1990 contre l'Allemagne (match nul 1-1 à Lisbonne).
Il joue son dernier match le 12 septembre 1990 contre la Finlande (match nul 0-0 à Helsinki) dans le cadre des qualifications pour l'Euro 1992.

## Palmarès
Avec le Benfica Lisbonne :
- Champion du Portugal en 1989
- Finaliste de la Coupe du Portugal en 1989
- Vainqueur de la Supercoupe du Portugal en 1989